# Heerlijkheid Illereichen
De heerlijkheid Illereichen was een tot het kanton Donau van de Rijksridderschap behorend gebied binnen het Heilige Roomse Rijk.
Rond 1805 behoorden tot de heerlijkheid Illereichen de plaatsen Illereichen, Altenstadt, Untereichen, Herrenstetten, Bergenstetten en Dattenhausen en verder enige huizen in Unterroth.
De heren van Eichheim / Aichheim waren van de 12e tot de 14e eeuw belangrijke grootgrondbezitters in het gebied tussen Ulm en Memmingen. Het geslacht van de heren van Eichheim stierf in 1330 mannelijke lijn uit met Berchtold van Eichheim. 
De bezittingen raakten verdeeld onder een aantal vrouwelijke erfgenamen van Berchtold. Hierdoor kwam Illertissen aan de graven van Kirchberg en Kellmünz aan de heren van Rechberg. Eichheim zelf kwam aan een schoonzoon van Berchtold, Konrad IV van Rechberg, die gehuwd was met Luitgard van Eichheim.
Het is onduidelijk door wie Konrad IV na zijn dood in 1351 werd opgevolgd. Er waren in ieder geval twee linies: Rechberg-Hohenrechberg en Rechberg-Illereichen.
Na de dood van Gaudenz I in 1460 bestuurde eerst zijn weduwe de bezittingen van hun minderjarige kinderen tot zeker 1466. Daarna bestuurden hun zonen de bezittingen gemeenschappelijk tot het verdelingsverdrag in 1507. Toen ontstonden de vier takken:
- Illereichen
- Kellmünz
- Kronburg-Osterburg
- Brandenburg-Babenhausen

Albrecht II kreeg de heerlijkheid Illereichen, met name het slot en de markt, de dorpen  Altenstadt, Untereichen, Herrenstetten en Bergenstetten.
De heerlijkheid Illereichen werd in 1626 tot rijksheerlijkheid verheven en hetzelfde gebeurde met de heerlijkheid Hohenrechberg. De rijksridderschap diende daar tegen een protest in na een langdurig proces werd het protest op 9 november 1724 toegewezen. Aldus bleef Illereichen een allodiale heerlijkheid.
Door het huwelijk van 16 mei 1677 met Maria Anna von Rechberg met Maximiliaan Willem, graaf van Limburg-Styrum-Bronkorst-Aichheim-Gehmen-Bach-Müsch-Borculo, erfkamerheer van het vorstendom Gelre en het graafschap Zutphen, erfjagermeester van het aartssticht Keulen, keizerlijk kamerheer, kwam de heerlijkheid in de familie Limburg-Stirum.
Maximiliaan Willem maakte aanspraak op de in 1626 door Kaspar Bernhard II von Rechberg zu Illereichen und Hohenrechberg verworven zetel en stem in het College van Rijksgraven. Dezelfde aanspraak werd echter gedaan door de erfgenaam in de heerlijkheid Hohenrechberg.
Op 27 april 1728 stierf de sinds 1722 ernstig zieke Maximiliaan Willem graaf van Limburg-Styrum-Bronkorst te Illereichen, Wisch, Borkulo, Gehmen en Simonthurn en liet de heerlijkheid na aan zijn weduwe Maria Anna. Met haar testament van 1 februari 1736 wees gravin Maria Anna haar jongste zoon Ferdinand Gothard, die 17 jaar het beheer gevoerd had, aan tot enige opvolger in de heerlijkheid. Zijn met hem in onmin levende broers Karel Joseph Aloys (1685-1738) en Alexander Sigmund (1696-1764) en de dochter Amalia Wilhelma (1714-1755) van de reeds overleden broer Leopold Otto Johann (1681-1726) zouden hun wettig erfdeel krijgen. Het hoofddeel van het erfgoed bleef bij Ferdinand Gothard.
Door het overgangsvergelijk van 8 december 1738 kreeg graaf Alexander Sigmund een aandeel in de regering, de verhoudingen bleven echter verstoord en het bestuur werd chaotisch. Ten slotte verklaarde de keizer op 17 maart 1746 het moederlijke testament rechtsgeldig en stelde op 13 maart 1747 graaf Ferdinand Gottfried (1701-1791) als alleen regerende heer en bezitter van de heerlijkheid Illereichen aan. Inmiddels was de heerlijkheid beladen met schulden. Daardoor kwam het bestuur in handen van de schuldeisers. Tot 1760 leidde een beambte van de heerlijkheid Vöhlin-Illertissen de zaken van de heerlijkheid Illereichen,
Later werd de heerlijkheid bestuurd door een beambte van het prinsbisdom Eichstätt.
Op 3 juni 1722 kwam de heerlijkheid in het bezit van de rijksgraaf en latere vorst Karel Josef von Palm voor de som van 450.000 fl.
Op 11 april 1788 sloten rijksvorst Karel Josef von Palm en rijksvorst Johann Nepomuk Anton Josef Joachim Prokop zu Schwarzenberg te Wenen de verkoop onderhandelingen over de  „reichsunmittelbare Grafschaft und Herrschaft Illereichen“ af.
In 1806 kwamen de heerlijkheden Illereichen en Kellmünz ten gevolge van de mediatisering onder de soevereiniteit van het koninkrijk Beieren.
| regering            | naam                                                                | geboren         | overleden        | familie        |
| ------------------- | ------------------------------------------------------------------- | --------------- | ---------------- | -------------- |
| 1330-voor 1351      | Konrad IV der Biederman zu Staufeneck und Ramsberg                  |                 | 21 juli 1351     |                |
| voor 1376-juli 1395 | Gebhard I van Rechberg zu Illereichen                               |                 | juli 1395        | zoon           |
| juli 1395-1426      | Albrecht I zu Illereichen                                           |                 | 24 juni 1426     | zoon           |
| 1426-1460           | Gaudenz I von Rechberg und Hohenrechberg zu Illereichen             |                 | 23 april 1460    | zoon           |
| 1460-1466           | Margaretha von Fraunhofen                                           |                 |                  | echtgenote     |
| 1466-1507           | gemeenschappelijk bestuur                                           |                 |                  |                |
| 1507-1510           | Albrecht II, Herr zu Illereichen                                    |                 | 1510             | zoon           |
| Voor 1510-1574      | Johann III (Hans) heer van Rechberg zu Hohenrechberg zu Illereichen |                 | -september 1574  | zoon           |
| 1574-1619           | Hans Gebhard heer (1610 baron) von Rechberg                         |                 | 26 augustus 1619 | zoon           |
| 1619-1651           | Kaspar Bernhard II, baron (1626 graaf) von Rechberg                 | 1588            | 8 november 1651  | zoon van broer |
| 1651-1676           | Hans II, graaf van Rechberg, heer zu Illereichen                    | 5 juni 1631     | 1 juni 1676      | zoon           |
| 1677-1728           | Maximilian Wilhelm, graaf van Limburg-Stirum                        | 1653            | 27-4-1728        | schoonzoon     |
| 1677-1738           | Maria Anna gravin von Rechberg und Rothenlöwen                      | -juni 1661      | 20 november 1738 | echtgenote     |
| 1738-1747           | Alexander Sigismund, graaf van Limburg-Stirum                       | 4 juni 1696     | 14 augustus 1764 | zoon           |
| 1738-1771           | Ferdinand Gotthard, graaf van Limburg-Stirum                        | 2 februari 1701 | 3 december 1800  | broer          |
| 1772-1788           | Karl Joseph, Graf von Palm                                          | 1749            | 22 augustus 1814 |                |
| 1788-1789           | Johann Nepomuk Josef, vorst von Schwarzenberg                       | 3 juli 1742     | 5 november 1789  |                |
| 1789-1806           | Joseph Nepomuk, vorst von Schwarzenberg                             | 27 juni 1769    | 19 december 1833 | zoon           |